# Anoplodera antecurrens
Anoplodera antecurrens là một loài bọ cánh cứng trong họ Cerambycidae.